# Нью-Віндзор (Меріленд)
Нью-Віндзор (англ. New Windsor) — місто (англ. town) в США, в окрузі Керролл штату Меріленд. Населення — 1441 особа (2020).

## Географія
Нью-Віндзор розташований за координатами 39°32′38″ пн. ш. 77°6′3″ зх. д. / 39.54389° пн. ш. 77.10083° зх. д. (39.543858, -77.100715).  За даними Бюро перепису населення США в 2010 році місто мало площу 1,95 км², з яких 1,92 км² — суходіл та 0,02 км² — водойми.

## Демографія
Згідно з переписом 2010 року, у місті мешкало 1396 осіб у 526 домогосподарствах у складі 364 родин. Густота населення становила 717 осіб/км².  Було 566 помешкань (291/км²).
Расовий склад населення:
| - 92,3 % — білих - 3,9 % — чорних або афроамериканців - 1,1 % — азіатів - 0,4 % — вихідців з тихоокеанських островів - 0,1 % — корінних американців |

До двох чи більше рас належало 1,9 %. Частка іспаномовних становила 1,6 % від усіх жителів.
За віковим діапазоном населення розподілялося таким чином: 27,9 % — особи молодші 18 років, 60,1 % — особи у віці 18—64 років, 12,0 % — особи у віці 65 років та старші. Медіана віку мешканця становила 37,6 року. На 100 осіб жіночої статі у місті припадало 91,0 чоловіків;  на 100 жінок у віці від 18 років та старших — 92,7 чоловіків також старших 18 років.
Середній дохід на одне домашнє господарство  становив 68 091 долар США (медіана — 64 063), а середній дохід на одну сім'ю — 81 917 доларів (медіана — 80 250). Медіана доходів становила 51 083 долари для чоловіків та 41 607 доларів для жінок. За межею бідності перебувало 4,9 % осіб, у тому числі 4,0 % дітей у віці до 18 років та 11,0 % осіб у віці 65 років та старших.
Цивільне працевлаштоване населення становило 582 особи. Основні галузі зайнятості: освіта, охорона здоров'я та соціальна допомога — 19,2 %, науковці, спеціалісти, менеджери — 17,0 %, роздрібна торгівля — 10,7 %, публічна адміністрація — 9,3 %.